# Charoides litura
Charoides litura là một loài bọ cánh cứng trong họ Cerambycidae.